# 永谷敬之
永谷敬之（日语：永谷 敬之，1977年6月30日—），日本男性動畫製作人。出身於廣島縣。現職株式會社infinite代表董事。以前是STARCHILD、萬代影視、EMOTION所屬。

## 人物
萬代影視時期從2008年電視動畫《真實之淚 true tears》以企劃製作一職開始，積極參加動畫公司P.A.WORKS製作的動畫作品和相關活動，一方面永谷因為是P.A.WORKS作品的粉絲，所以給自己取了個暱稱叫。其名來自King Records時期上司給他一個稱呼，叫豬八戒。
2010年從EMOTION離職後，自行就任代表董事，在千葉縣船橋市設立「株式會社infinite」，並改行擔任動畫的企劃製作。
日本職棒在地球隊廣島東洋鯉魚球迷。

## 作品列表

### 電視動畫
2001年
- 聖石小子（助理製作人）

2002年
- 陸上防衛隊（助理製作人）

2003年
- 初音島（助理製作人）

2005年
- 漫畫派對Revolution（製作人）
- ToHeart2（製作人）

2006年
- 受讚頌者（企劃製作協力）

2007年
- sola（製作人）
- 萌單（製作人）

2008年
- 真實之淚 true tears（製作人）
- 狂亂家族日記（製作人）

2009年
- CANAAN（企劃製作）
- 皇冠之淚（企劃製作）

2011年
- 花開物語（企劃製作）

2012年
- TARI TARI（企劃製作）

2013年
- 初音島III（製作人）
- 打工吧！魔王大人（企劃製作）
- 來自風平浪靜的明日（企劃製作）

2014年
- GLASSLIP（企劃製作）
- 天體的秩序（企劃製作）
- SHIROBAKO（企劃製作）

2016年
- 黑骸（企劃製作）
- Regalia 三聖星（企劃製作）
- 輕拍翻轉小魔女（企劃製作）
- 神裝少女小纏（企劃製作）

2017年
- 從零開始的魔法書（企劃製作）

2018年
- citrus ～柑橘味香氣～（企劃製作）
- 天狼 Sirius the Jaeger（2企劃製作）
- 來自繽紛世界的明日（企劃製作）

2019年
- Granbelm（企劃製作）

2020年
- 暮蟬悲鳴時業（企劃製作）

2021年
- 白沙的Aquatope（企劃製作）

### 其它動畫
2003年
- 巨乳學園（宣傳擔當）

2006年
- （製作人）

2008年
- 快盜天使雙胞胎（製作人）

2013年
- 劇場版 花開物語 HOME SWEET HOME（企劃製作）
- 戀旅 ～True Tours Nanto～（2013年，企劃協力）
- Planet:Valkyrie（企劃協力）[來源請求]

## 外部連結
- 永谷敬之的X（前Twitter） （日語）